# Suore missionarie del Sacro Cuore di Gesù
Le Suore Missionarie del Sacro Cuore di Gesù, dette di Hiltrup (in tedesco Missionsschwestern vom Heiligsten Herzen Jesu von Hiltrup), sono un istituto religioso femminile di diritto pontificio: le suore di questa congregazione pospongono al loro nome la sigla M.S.C.

## Storia
Nel 1891 i Missionari del Sacro Cuore di Gesù iniziarono a lavorare nel vicariato apostolico di Rabaul, sull'isola di Nuova Britannia: quando quel territorio divenne protettorato tedesco, le autorità chiesero al procuratore delle missioni, padre Hubert Linckens (1861-1922), di fondare una congregazione di suore tedesche per sostituire le francesi Figlie di Nostra Signora del Sacro Cuore.
Con il consenso della congregazione di Propaganda Fide, il 3 agosto 1899 a Hiltrup (presso Münster) Linckens diede inizio al nuovo istituto, detto delle Missionarie del Sacro Cuore di Gesù.
Nel 1902 le religiose iniziarono la loro opera nella Nuova Pomerania: essendo rapidamente cresciuta, la congregazione fu presto in grado di aprire missioni negli Stati Uniti, nella colonia tedesca dell'Africa Sud-Occidentale, in Australia, in Cina e in Perù, nonché di estendere il suo apostolato all'educazione e all'assistenza ai malati in patria.
La congregazione ricevette il pontificio decreto di lode il 27 febbraio 1933 e l'approvazione definitiva della Santa Sede il 2 febbraio 1950.

## Attività e diffusione
Le suore si dedicano all'apostolato missionario, all'educazione dei giovani, all'assistenza a malati e anziani, al servizio nelle istituzioni ecclesiastiche.
Sono presenti in Europa (Germania, Italia, Romania, Spagna), nelle Americhe (El Salvador, Guatemala, Messico, Paraguay, Perù, Repubblica Dominicana, Stati Uniti d'America), in Asia (Cina, Corea del Sud, Filippine, India), in Oceania (Australia, Kiribati, Papua Nuova Guinea) e in Namibia; la sede generalizia è a Sutri.
Alla fine del 2008 la congregazione contava 856 religiose in 153 case.